# Bezsenność po szkole
Bezsenność po szkole (jap. 君は放課後インソムニア Kimi wa hōkago insomunia) – manga autorstwa Makoto Ojiro, publikowana na łamach magazynu „Shūkan Big Comic Spirits” wydawnictwa Shōgakukan od maja 2019 do sierpnia 2023. Na jej podstawie studio Liden Films wyprodukowało serial anime, który emitowano od kwietnia do lipca 2023. Premiera filmu live action w oparciu o mangę odbyła się w czerwcu 2023.
W Polsce prawa do dystrybucji mangi nabyło wydawnictwo Kotori.

## Fabuła
Akcja rozgrywa się w małym mieście Nanao. Cierpiący na bezsenność Ganta Nakami udaje się do opuszczonego szkolnego obserwatorium astronomicznego z zamiarem ucięcia sobie drzemki. Tam spotyka towarzyską i beztroską dziewczynę o imieniu Isaki Magari, która zmaga się z tym samym problemem. Dwójka zaprzyjaźnia się ze sobą i postanawia przywrócić do życia nieistniejący już szkolny klub astronomiczny.

## Bohaterowie
- Ganta Nakami (jap. 中見 丸太 Nakami Ganta)

Seiyū: Gen Satō 
- Isaki Magari (jap. 曲 伊咲 Magari Isaki)

Seiyū: Konomi Tamura 
- Yui Shiromaru (jap. 白丸 結 Shiromaru Yui)

Seiyū: Haruka Tomatsu 
- Tao Ukegawa (jap. 受川 太鳳 Ukegawa Tao)

Seiyū: Seiichirō Yamashita 
- Motoko Kanikawa (jap. 蟹川 モトコ Kanikawa Motoko)

Seiyū: Lynn 
- Kanami Anamizu (jap. 穴水 かなみ Anamizu Kanami)

Seiyū: Natsumi Fujiwara 
- Mina Nono (jap. 野々 三奈 Nono Mina)

Seiyū: Sumire Morohoshi 
- Usako Kurashiki (jap. 倉敷 兎子 Kurashiki Usako)

Seiyū: Mamiko Noto 
- Rui Haida (jap. 灰田 塁 Haida Rui)

Seiyū: Shō Karino 

## Manga
Manga ukazywała się od 20 maja 2019 do 21 sierpnia 2023 w magazynie „Shūkan Big Comic Spirits”. Wydawnictwo Shōgakukan zebrało jej rozdziały w 14 tankōbonach, wydanych między 12 września 2019 a 12 października 2023.
3 marca 2023 wydanie mangi w Polsce zapowiedziało wydawnictwo Kotori, premiera zaś odbyła się 26 maja tego samego roku.
| Nr | Język japoński       | Język japoński         | Język polski      | Język polski           |
| Nr | Data wydania         | ISBN                   | Data wydania      | ISBN                   |
| -- | -------------------- | ---------------------- | ----------------- | ---------------------- |
| 1  | 12 września 2019     | ISBN 978-4-09-860395-4 | 26 maja 2023      | ISBN 978-83-67386-44-9 |
| 2  | 12 grudnia 2019      | ISBN 978-4-09-860457-9 | 28 lipca 2023     | ISBN 978-83-67386-65-4 |
| 3  | 10 kwietnia 2020     | ISBN 978-4-09-860573-6 | 29 września 2023  | ISBN 978-83-67386-72-2 |
| 4  | 7 sierpnia 2020      | ISBN 978-4-09-860692-4 | 29 listopada 2023 | ISBN 978-83-67386-76-0 |
| 5  | 11 grudnia 2020      | ISBN 978-4-09-860781-5 | 24 stycznia 2024  | ISBN 978-83-67386-86-9 |
| 6  | 12 kwietnia 2021     | ISBN 978-4-09-860879-9 | 26 marca 2024     | ISBN 978-83-67386-96-8 |
| 7  | 29 października 2021 | ISBN 978-4-09-861142-3 | 17 maja 2024      | ISBN 978-83-68051-02-5 |
| 8  | 12 stycznia 2022     | ISBN 978-4-09-861215-4 | 19 lipca 2024     | ISBN 978-83-68051-14-8 |
| 9  | 10 czerwca 2022      | ISBN 978-4-09-861314-4 | 20 września 2024  | ISBN 978-83-68051-25-4 |
| 10 | 12 września 2022     | ISBN 978-4-09-861428-8 | 15 listopada 2024 | ISBN 978-83-68051-35-3 |
| 11 | 12 stycznia 2023     | ISBN 978-4-09-861499-8 | 15 stycznia 2025  | ISBN 978-83-68051-47-6 |
| 12 | 6 kwietnia 2023      | ISBN 978-4-09-861613-8 | 19 marca 2025     | ISBN 978-83-68051-57-5 |
| 13 | 12 czerwca 2023      | ISBN 978-4-09-861721-0 | 28 maja 2025      | ISBN 978-83-68051-76-6 |
| 14 | 12 października 2023 | ISBN 978-4-09-862536-9 | 23 lipca 2025     | ISBN 978-83-68051-85-8 |

## Anime
W styczniu 2022 zapowiedziano powstanie adaptacji w formie telewizyjnego serialu anime. Seria została wyprodukowana przez studio Liden Films i wyreżyserowana przez Yūkiego Ikedę. Scenariusz napisał Rintarō Ikeda, projektami postaci zajęła się Yuki Fukuda, a muzykę skomponowała Yuki Hayashi. Emisja rozpoczęła się 11 kwietnia 2023 w stacji TV Tokyo i zakończyła 4 lipca, licząc 13 odcinków. Motywem otwierającym jest „Itsu aetara” (jap. いつ逢えたら) autorstwa Aiko, końcowym zaś „Lapse” (jap. ラプス Rapusu) w wykonaniu Homecomings.

## Film live action
W styczniu 2022 ogłoszono powstanie filmu live action w oparciu o mangę. Film wyreżyserowała Chihiro Ikeda, za produkcję odpowiadało United Productions, a dystrybucją zajęło się Pony Canyon. Premiera odbyła się 23 czerwca 2023. W rolę Ganty Nakamiego wcielił się Daiken Okudaira, natomiast postać Isaki Magari odegrała Nana Mori.